# Reiki Kushida
Reiki Kushida (串田 麗樹 Kushida Reiki?) (串田 麗樹 Kushida Reiki) es una astrónoma aficionada japonesa, descubridora de supernovas como la 1991bg (el primer descubrimiento visual realizado por una astrónoma), y codescubridora de 4875 Ingalls, un asteroide Flora del cinturón principal
Reiki Kushida está casada con el astrónomo Yoshio Kushida, co-descubridor de 4875 Ingalls y un prolífico descubridor de planetas menores y cometas. El asteroide 5239 Reiki, descubierto por el astrónomo Shun-ei Izumikawa, fue nombrado en su honor el 6 de febrero de 1993 (M.P.C. 21610).